# Fremifontaine
Fremifontaine ([ˌfʁemifɔ̃ˈtɛn] ) ist eine französische Gemeinde mit 421 Einwohnern (Stand: 1. Januar 2022) im Département Vosges in der Region Grand Est. Sie gehört zum Arrondissement Saint-Dié-des-Vosges (bis 2024 Épinal) und ist Mitglied im Gemeindeverband Communauté de communes Bruyères-Vallons des Vosges. Die Bewohner werden Frémifontainois und Frémifontainoises genannt.

## Geografie
Die Gemeinde Fremifontaine liegt in den Vogesen, 24 Kilometer nordöstlich Épinal und auf halbem Weg zwischen den Städten Bruyères und Rambervillers.
Das 9,56 km² große Gemeindegebiet umfasst einen Abschnitt der westlichen Vogesenausläufer. Der Oberlauf des Flusses Mortagne bildet auf einer Länge von drei Kilometern die östliche Gemeindegrenze Fremifontaines. In das bis zu 80 Meter tief eingeschnittene Flusstal münden im Bereich von Fremifontaine die Gebirgsbäche Xeuty, Corbeuse, Linty und Optinrupt. Vom linken Ufer der Mortagne steigt das Gelände nach Westen steil an und gipfelt in einem bewaldeten Plateau mit Höhen von über 400 m über dem Meer (Haut de Xeuty 427 m, Haut de Linty 470 m, Benaté 404 m). Fast 70 % des Gemeindeareales sind von Wäldern bedeckt (Bois Beni, Bois Chevillots). Im nach Westen abfallenden Gelände haben sich auf Rodungsinseln die Vorläufer der heutigen Siedlung entwickelt. Das Oberdorf (La Haute Ville) ist inzwischen mit dem Mitteldorf (La Moyenne Ville) und dem Unterdorf (La Basse Ville) zusammengewachsen.
Der Westrand des Gemeindegebietes fällt mit dem Rand der Vogesen und dem hier beginnenden flacheren Hügelland zusammen, das sich bis zur 20 Kilometer weiter westlich verlaufenden Mosel ausbreitet. Entwässert wird der Westen der Gemeinde Fremifontaine von den Bächen Ruisseau de Dracourt, Ruisseau des Roseaux und Ruisseau de Benazé, die über die Arentèle der Mortagne zufließen.
Nachbargemeinden von Fremifontaine sind Sainte-Hélène und Autrey im Norden, Mortagne im Osten, Domfaing im Südosten, Grandvillers im Süden sowie Pierrepont-sur-l’Arentèle im Westen.

## Geschichte
Das Gebiet am westlichen Vogesenrand wurde schon in gallorömischer Zeit besiedelt. Nahe Fremifontaine fand man Reste von Statuen, darunter die der Göttin Epona. Die erste Überlieferung des Ortsnamens Fremifontaine stammt aus dem Jahr 1309, als den Templern hier ein Gebäude angeboten wurde. Die Templer haben die heute noch sichtbaren stark verwitterten Ruinen einer Burg im Bergwald südwestlich des Kernortes hinterlassen.
An den ehemaligen drei Ortsteilen (Ober-, Mittel- und Niederdorf) hatten verschiedene Familien unterschiedliche Rechte. Das Oberdorf gehörte zum Einflussbereich des Abtes von Autrey. Kurz vor der Französischen Revolution waren die drei Dörfer Teil der Vogtei Bruyères. Nach der Revolution und der Gründung der Gemeinde bestanden die Streitigkeiten über die alten Rechte noch viele Jahre weiter.
Kirchlich gehörte Fremifontaine zur Pfarrei von Destord. An dieser Pfarrei hielt das Kapitel von Saint-Dié die Patronatsrechte. 1845 entstand in Fremifontaine die Pfarrkirche St. Petri in Ketten (Église Paroissiale Saint-Pierre-ès-Liens).

### Bevölkerungsentwicklung
| Jahr      | 1962 | 1968 | 1975 | 1982 | 1990 | 1999 | 2006 | 2014 | 2021 |
| Einwohner | 302  | 295  | 296  | 304  | 327  | 347  | 375  | 481  | 428  |

Im Jahr 1836 wurde mit 647 Bewohnern die bisher höchste Einwohnerzahl ermittelt. Die Zahlen basieren auf den Daten von cassini.ehess und INSEE.

## Sehenswürdigkeiten
- Pfarrkirche St. Petri in Ketten (Église paroissiale Saint-Pierre-ès-Liens)[4]
- Denkmal für die 45. US-Infanterie-Division, die im Oktober 1944 maßgeblich an der Befreiung des Ortes beteiligt war
- zahlreiche Brunnen, u. a. die Fontaine Saint-Firmin aus dem 12. Jahrhundert
- verwitterte Ruinen einer Templerburg am Südhang des mit 470 m ü. M. höchsten Punktes im Gemeindegebiet

Kirche St. Petri in Ketten
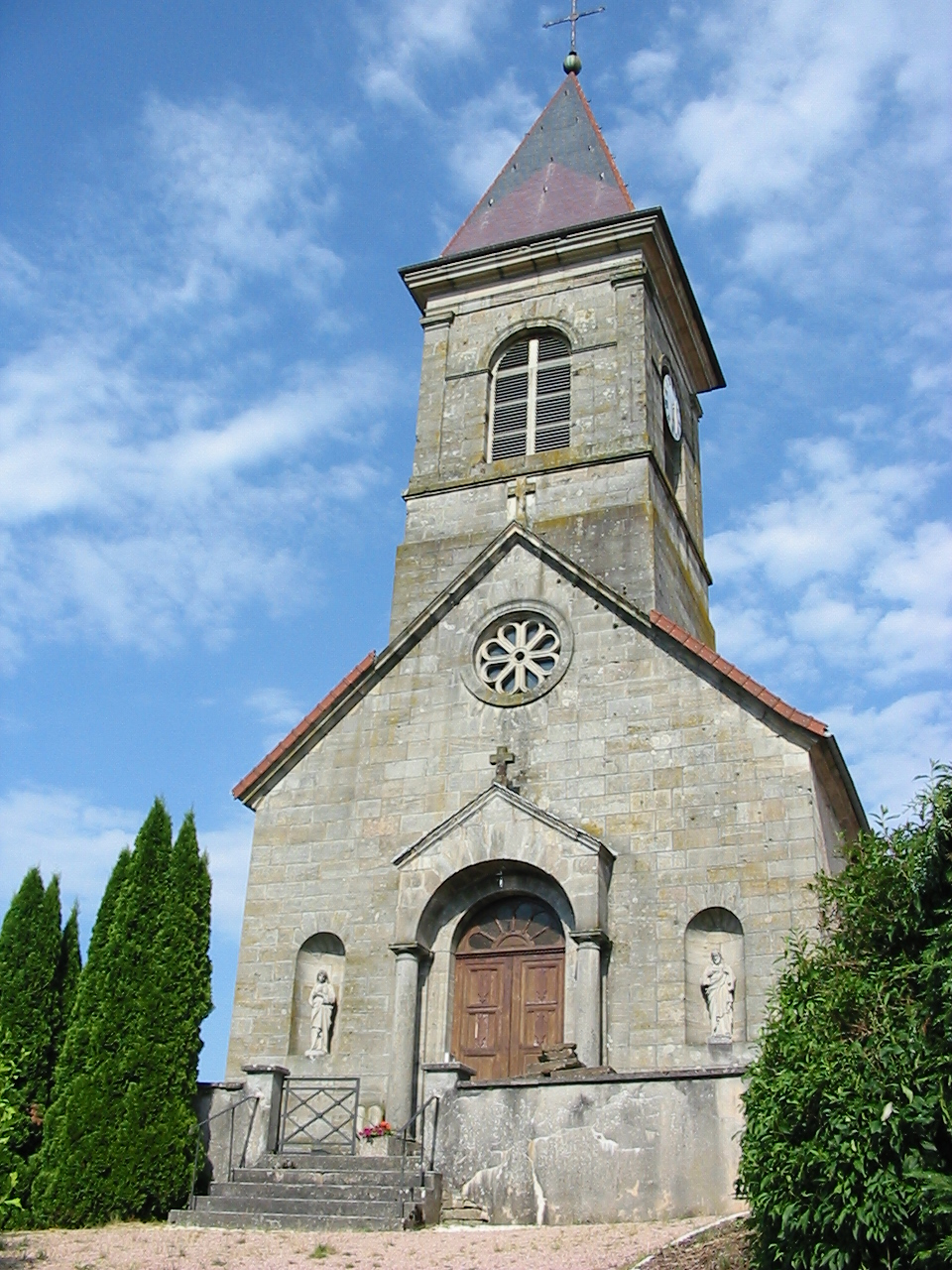
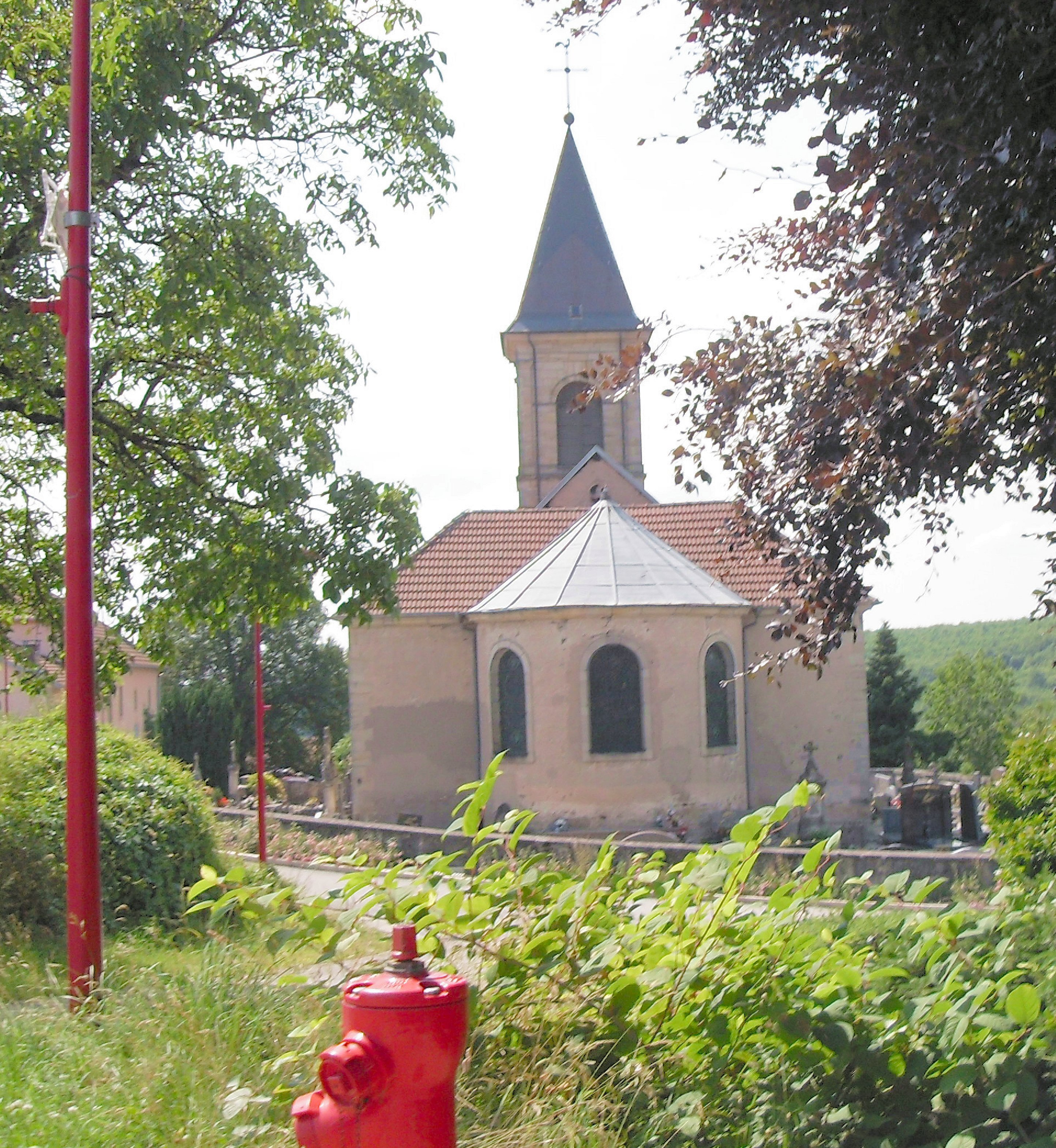

## Partnergemeinde
Fremifontaine pflegt eine Partnerschaft zur US-amerikanischen Gemeinde Calera im Bryan County (Oklahoma), 100 Kilometer nördlich von Dallas gelegen.

## Wirtschaft und Infrastruktur
In der Gemeinde sind acht Landwirtschaftsbetriebe ansässig (Kartoffelanbau, Milchwirtschaft, Rinderzucht); es gibt eine Bäckerei und eine Metzgerei. Fremifontaine ist darüber hinaus Grundschul- und Kindergartenstandort.
Östlich und westlich von Fremifontaine führen zwei Straßen von Rambervillers nach Bruyères (D 48 im Arentèletal und D 50 im Mortagnetal). Weitere Straßen verbinden Fremifontaine mit Mortagne und Pierrepont-sur-l’Arentèle. Der sieben Kilometer südlich von Fremifontaine gelegene Bahnhof Bruyères liegt an der von der TER Lorraine betriebenen Bahnlinie Arches-Saint-Dié. Die Bahnlinie von Bruyères über Fremifontaine nach Rambervillers wurde 1980 (Personenverkehr) bzw. 1988 (Güterverkehr) stillgelegt.

## Belege
1. ↑  Geschichtsabriss auf fremifontaine.fr (französisch)
2. ↑  Fremifontaine auf cassini.ehess
3. ↑  Fremifontaine auf INSEE
4. ↑  Eintrag auf culture.gouv.fr (französisch)
5. ↑  Landwirtschaftsbetriebe auf annuaire-mairie.fr (französisch)